# Club Atlético San Cristóbal
|  | No s'ha de confondre amb Club Atlético San Cristóbal (República Dominicana). |

El Club Atlético San Cristóbal fou un club de futbol veneçolà de la ciutat de San Cristóbal.
Fundat el 1980, dos anys més tard fou campió de lliga. i arribà a semifinals de la Copa Libertadores de América de 1983.
El 1985 es fusionà amb Deportivo Táchira per formar Unión Atlético Táchira. Després de la desaparició del club aparegué el San Cristóbal FC la temporada 1994/95, i més tard el Club Nacional Táchira.

## Palmarès
- Lliga veneçolana de futbol:[5]
  - 1982

- Segona Divisió de futbol:
  - 1981